# ليندا نولان
ليندا نولان (بالإنجليزية: Linda Nolan)‏ هي مغنية أيرلندية، ولدت في 23 فبراير 1959 في دبلن في جمهورية أيرلندا.

## روابط خارجية
- ليندا نولان على موقع IMDb (الإنجليزية)
- ليندا نولان على موقع ميوزك برينز (الإنجليزية)
- ليندا نولان على موقع أول موفي (الإنجليزية)
- ليندا نولان على موقع ديسكوغز (الإنجليزية)
- ليندا نولان على موقع قاعدة بيانات الفيلم (الإنجليزية)